# 宫集镇
宫集镇，是中华人民共和国安徽省阜阳市太和县下辖的一个乡镇级行政单位。

## 行政区划
宫集镇下辖以下地区：
安丰村、宫大村、育才村、界洪村、牛楼村、园春村、朱庄村和钜阳村。